# 查爾斯·杯葛
查爾斯·肯寧漢·杯葛（英語：Charles Cunningham Boycott，也译作博伊考特；1832年3月12日—1897年6月19日）是一名19世纪英軍上尉，他在19世纪70年代末退役後在爱尔兰擔任土地经纪，替一位贵族大地主管理爱尔兰西部的土地。当时的爱尔兰，连年饥荒，可他却拒绝在发生饥荒后给佃户减租减息，而且手段残暴，把很多人驱赶出家园，引起了本地人的怨恨。于是，周围的爱尔兰人开始有组织地回避、冷落他，打工者拒绝为他收割地裡的庄稼，商家拒绝和他做买卖，邮差也拒绝给他送信。虽然有几十名同情他的北爱尔兰人曾志愿前去帮助收割，英国军队还派了数千人护卫，但是他依然无法继续经营那些田产，在1880年底举家迁回英格蘭。然而，坏名声却并没有因为他的离开而消失，大家始终将类似的抵制行为与杯葛的名字联系在一起。就在他离开爱尔兰的那一年，《泰晤士报》的一篇文章就开始将他的名字活用作动词，来表示抵制行动。这个用法很快传播开来，杯葛也成為英語中一個以他姓氏命名的動詞。
1897年6月19日，他在英格蘭去世，享年65歲。